# 早安少女組。櫻花組
早安少女組。櫻花組(日语：モーニング娘。さくら組)是早安少女組的兩個小分隊之一，另一隊為乙女組。兩個小分隊主要在2003年9月至2004年3月期間進行活動。

## 成員
組成時有以下八名成員，至今已全數畢業離隊：
- 安倍夏美（2004年1月25日畢業）
- 矢口真里（2005年4月14日離隊）
- 吉澤瞳（2007年5月6日畢業）
- 加護亞依（2004年8月1日畢業）
- 高橋愛（2011年9月30日畢業）
- 紺野朝美（2006年7月23日畢業）
- 新垣里沙（2012年5月18日畢業）
- 龜井繪里（2010年12月15日畢業）

## 活動
隨著六期成員在2003年1月加入團隊後，早安少女組。人數增至十五人。考慮到由於組合人數眾多，大部分演出只能在大型的演唱會場地進行，因此將在同年9月起分拆成兩個小分隊進行活動，此舉能夠讓成員更多地接觸日本各地的小場地，作出更全面的宣傳。兩個小分隊更會在同天分別推出單曲，互相競爭。櫻花組主打輕柔、抒情的節奏，講述初嘗戀愛甜酸苦辣的少女心事。兩個小分隊的資料也一同登載於早安家族官網上。
隨著成員畢業離隊，主團隊人數陸續減少，小分隊在2004年4月之後沒有再推出新單曲，活動也回歸以全團一同進行為主。但在演唱會中仍會以小分隊形式表演推出過的單曲。
2007年1月27日和28日，在《Hello! Project 2007 Winter 〜集結! 10th Anniversary〜》演唱會上，由除當時已畢業的紺野朝美和活動暫停的加護亞依外的原成員六人，身穿【櫻花滿開】的服裝演唱【晴天、雨後、我愛你♥】。
2009年1月31日和2月1日，在《Hello! Project 2009 Winter 決定! 早安☆家族 Award'09 〜Elder Club畢業紀念Special〜》演唱會上，由除加護亞依外，當時仍屬於早安家族的原成員七人演唱【櫻花滿開】。
2009年4月，早安家族官網上櫻花組和乙女組的資料一同被刪除。

## 現況
2009年之後，早安少女組。還是會不時在演唱會中對現役成員進行分組來演繹櫻花組的歌曲：
2009年9月，在《早安少女組。Concert Tour 2009秋　～ Nine Smile ～》演唱會中，由當時仍為現役的原成員高橋愛、新垣里沙、龜井繪里，加上光井愛佳、琳琳，共五人演唱【櫻花滿開】。
2017年3月25日，早安少女組。′17在《早安家族女兒節2017》演唱會中，選出譜久村聖、石田亞佑美、小田櫻、野中美希、牧野真莉愛、橫山玲奈，共計六人的組合重新演繹【櫻花滿開】。
2023年11月28日，在《早安少女組。′23 Concert Tour 2023秋「Neverending Shine Show」SPECIAL》演唱會中，由原成員安倍夏美、矢口真里、高橋愛，加上現役成員譜久村聖、羽賀朱音，以及在櫻花組結成前已畢業的保田圭，共六人特別演繹【晴天、雨後、我愛你♥】。

## 音樂

### 細碟
- 晴天、雨後、我愛你(晴れ 雨 のちスキ♥)-2003年9月18日發賣
- 櫻花滿開(さくら満開)-2004年2月25日發賣

### DVD(細碟)
- (Single V)晴天、雨後、我愛你(シングルV·晴れ 雨 のちスキ♥)-2003年10月16日發賣
- (Single V)櫻花滿開(シングルV·さくら満開/友情～心のブスにはならねぇ!～)-2004年3月24日發賣

### DVD(演唱會)
- 早安少女組。櫻花組初公演~櫻花盛開~(モーニング娘。さくら組初公演～さくら咲く～)-2004年6月9日發賣

## 關連項目
Hello! Project
早安少女組

## 外部連結
- 早安少女組。櫻花組官方網頁(日文) （页面存档备份，存于）